# ランチア・ベータ・モンテカルロ
ランチア・(ベータ)・モンテカルロ(Lancia Beta MonteCarlo)はイタリアの自動車メーカー・ランチアのベータシリーズの2人乗りミッドシップスポーツカーである。1975年から1984年まで販売された。

## 概要
当初は「X1/20」として、X1/9の上級モデルという位置づけでフィアットが開発していたが、最終段階でより高級かつスポーティなイメージを持つランチアブランドが与えられることになり、1975年のジュネーヴ・モーターショーで、ベータシリーズのスポーツモデルとしてデビューした。デザインと車体製造はピニンファリーナが担当した。型式はZLA137ASO。
北米市場ではシボレー・モンテカルロとの重複を避けるため「スコーピオン」という車名が与えられた。
同じランチアが1974年に発売したミッドシップスポーツカーのストラトスが、ラリー競技を前提としたスパルタンなモデルであったのに対し、モンテカルロは豪華な内装、広い視界、強固なバンパーやサイドプロテクトモールなど、実用性を配慮したモデルであった。エンジンの最高出力は120 PS、最高速度は190 km/hと性能は控えめであったが、排出ガス規制対策を施された北米仕様のスコーピオンは1,756 cc・81 PSとさらに非力で、大型バンパーや丸型ヘッドライトで外観もスポイルされていたこともあり、販売は低迷した。
1976年の発売後、1978年2月に一旦生産中止となるも、1980年にシリーズ2として復活。この時から車名のベータが取れ、単に「モンテカルロ」となった。他のベータシリーズ同様に、ランチアの伝統的なパターンのフロントグリルに変更されたほか、後部のフィンにはガラスがはめ込まれ、弱点であった斜め後方の視界も改善された。エンジンは点火系をポイント式からフルトラ式に変更した上で圧縮比も高められ、0-60マイル加速は10秒から8.6秒に短縮された。シリーズ2は1981年9月まで生産された。
スペック上では理想的なスポーツカーであったが、実際には激しい騒音、固いシフトフィール、リアクロスメンバーの腐食による破損、オーバーサーボ気味で早期にロックするフロントブレーキなど、多くの欠点を持っていた。車体もファイヤーウォール（バルクヘッド）やホイールアーチ、フロアパネルなどが錆びやすい問題を抱えていた。イギリスBBCのテレビ番組『トップ・ギア』（第14シーズン・エピソード3）では「ランチアの栄光と悲劇」として紹介されており、イギリス特有の雨期の影響もある中、国内メディアの執拗な攻撃を受け、改良型ベータはおろかランチアの全モデルが深刻な販売不振に陥り、1994年のイギリス市場撤退に至るまでが綴られている。
日本にはシリーズ1がガレーヂ伊太利屋によって並行輸入で、シリーズ2は当時の輸入代理店であった東邦モーターズによって受注生産の形態で、それぞれ少数が輸入された。

## モータースポーツでの活躍

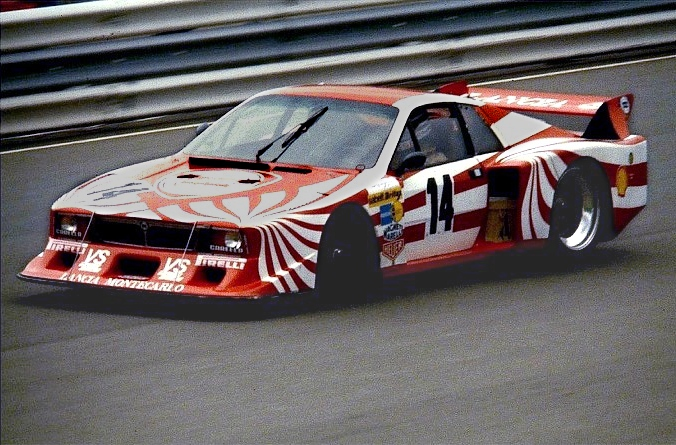
ベータ・モンテカルロ・ターボ Gr.5(1980年ニュルブルクリンク1000km耐久仕様)

レースでは、プロトティーポとして1974年アバルトとピニンファリーナによって開発されたアバルトSE030がある。ピニンファリーナでの風洞実験によって決められた流麗なボディに、フィアット130用V6気筒をベースにアバルトでウェーバーキャブレター三連装等のチューンを経て、285PSを発揮するエンジンをミッド・シップに縦置きし、ミッションはデ・トマソ・パンテーラ用のトランス・アクスルを流用。その年の10月のジロ・デ・イタリアにてジョルジオ・ピアンタのドライブにより、2位入賞を果たす。このボディフォルム自体は当時フィアットで開発中であったX1/20に採用された経緯がある。
1976年末のランチアとフィアット自体のレース部門の統廃合によりラリーチーム人員の大半がレースへ転向してきた関係もあり、フィアットの意向によりストラトスから次第にフェードアウトしていたワークスレース活動の材料として再度このSE030へと白羽の矢が立つ。
1979年5月、ツールドフランスオートモービルのイタリア版であるジロディタリアオートモビリスティコでそれまでのストラトスのGr.5仕様と入れ替わるように登場した。アバルトチューンでKKK製ターボを搭載し360PSを発揮し､ダラーラにてシャーシ開発された「ベータ・モンテカルロ・ターボ Gr.5｣である。F1勢からジル・ヴィルニューヴやリカルド・パトレーゼ､ミケーレ・アルボレートラリー勢からヴァルター・ロール、マルク・アレンらがドライブし、ニュルブルクリンク1000km、ル・マンといったサーキット耐久レースに参戦。1980・1981年のタイトルを獲得。ランチア・LC1､ランチア・LC2の登場まで熟成を重ねる。耐久レースがGr.Cに移行し、ラリーシーンではプロトティーポとしてのアバルトSE037を経て、1982年にGr.B規定の競技用ランチア・ラリー037が登場した。